# Oratoire Saint-Bernardin (Pérouse)
L'Oratoire Saint-Bernardin (En italien : Oratorio di San Bernardino) est un édifice religieux, dédié au saint Bernardin de Sienne, situé Piazza San Francesco à Pérouse en Ombrie (Italie).

## Histoire
Au cours de la première moitié du XVe siècle, saint Bernardin de Sienne s'est rendu à diverses reprises à Pérouse où ses sermons influencèrent fortement les citadins. Le saint eut aussi des influences sur la réforme des statuts de la ville. Bernardin fut canonisé en 1450 et, en 1451, les prieurs de Pérouse, à l'instigation des frères mineurs et afin d'en honorer la mémoire, décidèrent de faire construire l'oratoire à côté de l'église San Francesco al prato.

## Description

### Façade
La façade polychrome est l'œuvre du florentin Agostino di Duccio et a été réalisée entre 1457 et 1461, et se présente comme une « fantaisiste harmonie de couleurs » reflétant celles des matériaux utilisés : terre cuite, pierre calcaire, marbre blanc, rouge et noir. La façade comporte un double portail, une arcade entre lesènes, couronnée par un tympan et est décorée de bas-reliefs montrant saint Bernardin en gloire et des scènes de sa vie ; dans les piédroits figurent des statues de saints et un ange musicien. Cette complexe sculpture est considérée comme un des principaux chefs-d'œuvre de la Renaissance à Pérouse.
Sous le tympan figure l'inscription « AUGUSTA PERUSIA MCCCCLXI »

### Intérieur
Le double portail d'entrée donne accès à l'intérieur de l'oratoire en style gothique. Son plan est à trois nefs à voûte ogivale.
Sur la paroi de droite figure une copie de la Déposition Baglioni de Raphaël, datant du XVIIe siècle et le gonfanon avec la Madonna della Misericordia, réalisée par Mariano d’Antonio et Benedetto Bonfigli à l'occasion de l'épidémie de peste de 1464. L’autel est constitué par un sarcophage paléochrétien à colonnades ; à son centre figure Le Christ trônant et sur le couvercle, des scènes de la Bible. Au-dessus de l'autel, le crucifix en bois polychrome est une sculpture de Eusebio Bastoni (v. 1550).
Derrière l'autel, deux portes donnent accès à l'Oratorio di San Andrea  de la « Confraternita della Giustizia » qui comporte un plafond du XVIe siècle avec des caissons ciselés et dorés ainsi que des stucs et peintures des XVIIIe et XIXe siècles, des œuvres de Gaetano Lapis (1704–1776), Marcello Leopardi (v. 1750-1795) et Vincenzo Ferreri.

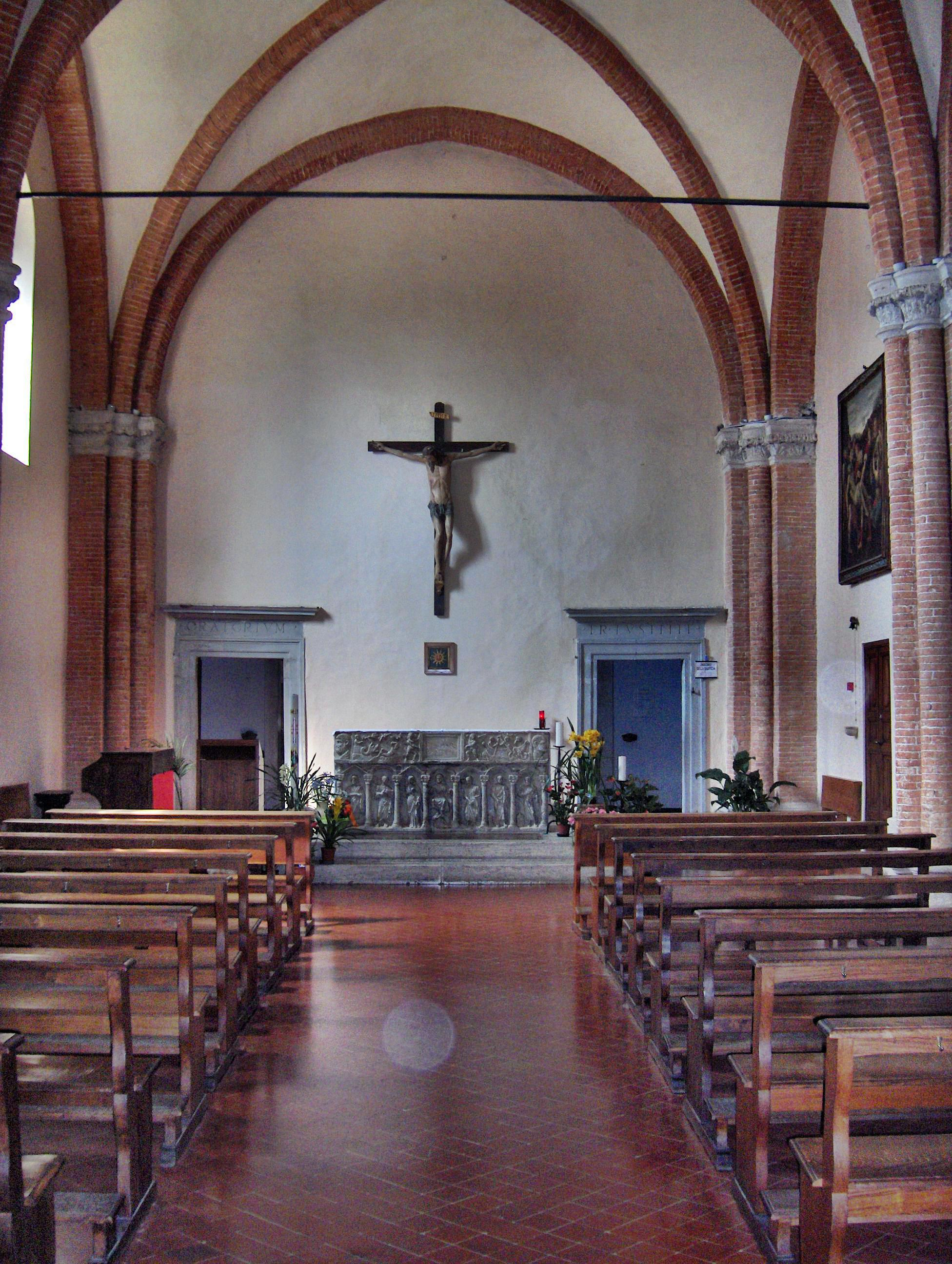
Nef.
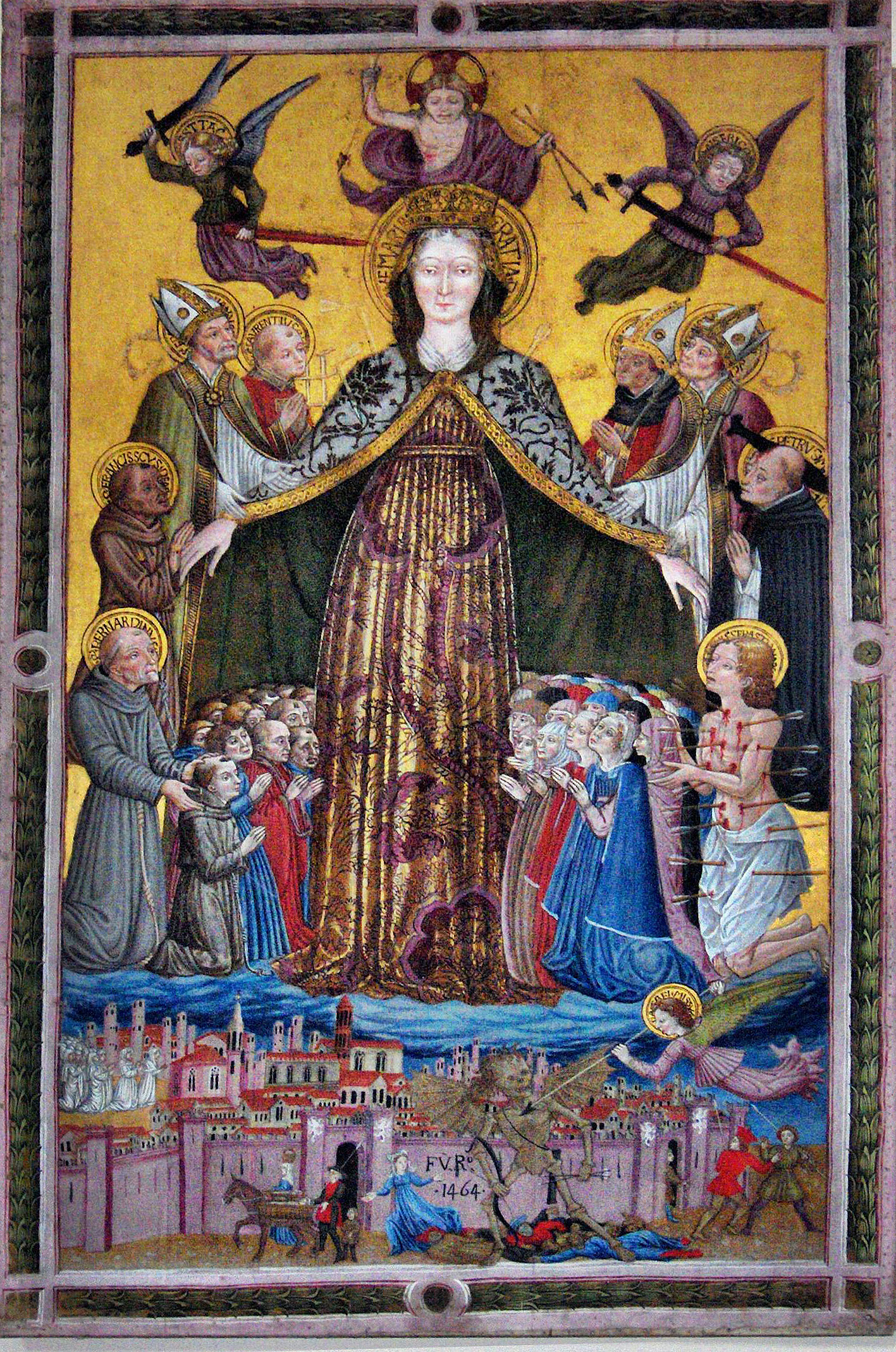
Gonfalon de San Francesco al prato  de Benedetto Bonfigli.

## Sources
- Voir liens externes